# Graphe cuboctaédrique
Le graphe cuboctaédrique est, en théorie des graphes, un graphe 4-régulier possédant 12 sommets et 24 arêtes. C'est le squelette du cuboctaèdre, un polyèdre à 14 faces régulières, dont huit sont des triangles équilatéraux et six sont des carrés.

## Construction
Il existe treize graphes correspondant aux squelettes des treize solides d'Archimède. Le graphe cuboctaédrique est celui associé au cuboctaèdre, un solide à 14 faces ayant pour dual le dodécaèdre rhombique.
Les douze autres graphes squelettes d'Archimède sont le graphe tétraédrique tronqué, le graphe hexaédrique tronqué, le graphe octaédrique tronqué, le graphe dodécaédrique tronqué, le graphe icosaédrique tronqué, le graphe cuboctaédrique adouci, le graphe icosidodécaédrique, le graphe dodécaédrique adouci, le graphe rhombicuboctaédrique, le graphe cuboctaédrique tronqué, le graphe rhombicosidodécaédrique et le graphe icosidodécaédrique tronqué.

## Propriétés

### Propriétés générales
Le diamètre du graphe cuboctaédrique, l'excentricité maximale de ses sommets, est 3, son rayon, l'excentricité minimale de ses sommets, est 3 et sa maille, la longueur de son plus court cycle, est 3. Il s'agit d'un graphe 4-sommet-connexe et d'un graphe 4-arête-connexe, c'est-à-dire qu'il est connexe et que pour le rendre déconnecté il faut le priver au minimum de 4 sommets ou de 4 arêtes.

### Coloration
Le nombre chromatique du graphe cuboctaédrique est 3. C'est-à-dire qu'il est possible de le colorer avec 3 couleurs de telle façon que deux sommets reliés par une arête soient toujours de couleurs différentes mais ce nombre est minimal. Il n'existe pas de 2-coloration valide du graphe.
L'indice chromatique du graphe cuboctaédrique est 4. Il existe donc une 4-coloration des arêtes du graphe telle que deux arêtes incidentes à un même sommet soient toujours de couleurs différentes. Ce nombre est minimal.
Il est possible de compter les colorations distinctes d'un graphe. Cela donne une fonction dépendant du nombre de couleurs autorisé. Cette fonction est polynomiale et est qualifiée de polynôme chromatique du graphe. Ce polynôme a pour racines tous les entiers positifs ou nuls strictement inférieurs à 3 et est de degrés 12. Il est égal à : {\displaystyle z(z-1)(z-2)(z^{9}-21z^{8}+203z^{7}-1191z^{6}+4701z^{5}-13031z^{4}+25524z^{3}-34192z^{2}+28400z-11072)}.

### Propriétés algébriques
Le groupe d'automorphismes du graphe cuboctaédrique est d'ordre 48.
Le polynôme caractéristique de la matrice d'adjacence du graphe cuboctaédrique est : {\displaystyle (x-4)(x-2)^{3}x^{3}(x+2)^{5}}. Il n'admet que des racines entières. Le graphe cuboctaédrique est donc un graphe intégral, un graphe dont le spectre est constitué d'entiers.